# Bathybela
Bathybela là một chi ốc biển, là động vật thân mềm chân bụng sống ở biển trong họ Conidae.

## Các loài
Các loài thuộc chi Bathybela bao gồm:
- Bathybela nudator (Locard, 1897)[2]
- Bathybela papyracea Waren & Bouchet, 2001[3]
- Bathybela tenelluna (Locard, 1897)[4]
- Bathybela tenellunum [5]